# 寂光院
寂光院（じゃっこういん）是位在日本京都府京都市左京區大原的天台宗寺院。山號「清香山」（せいこうざん）。本尊地藏菩薩、傳說開基（創立者）為聖德太子。
寂光院是建禮門院在平家一族滅亡後，隱居並度過餘生之地。

## 關連項目
- 平家物語

## 外部連結
- 寂光院（页面存档备份，存于）